# Фулгурит
Фулгуритите (на латински: Fulgur – „мълния“), известни и като „вкаменена мълния“, са естествени тръби, купчини или маси от спечена, стъклена и/или слята почва, пясък, скали, органични отломки и други утайки, които понякога се образуват, когато мълния се допре до земята. Фулгуритите са класифицирани като разновидност на минералоидния лехателиерит.
Когато мълния с отрицателна полярност облак-земя се освободи в заземител, може да се преодолее повече от 100 милиона волта (100 MV) от потенциалната разлика. Такъв ток може да се разпространи в кварцов пясък, богат на силициев диоксид, смесена почва, глина или други седименти, като бързо изпарява и топи устойчиви материали в рамките на такъв общ режим на разсейване. Това води до образуването на обикновено кухи и/или везикуларни, разклоняващи се групи от стъклени тръби, кори и натрупани маси. Фулгуритите нямат фиксиран състав, тъй като химичният им състав се определя от физичните и химичните свойства на материала, на който мълнията попада.
Фулгуритите са структурно сходни с фигурите на Лихтенберг, които са модели на разклоняване, получени върху повърхности на изолатори по време на диелектрично разрушаване от разряди на високо напрежение, като мълния.